# Teuchitlán
Teuchitlán är en ort i Mexiko.   Den ligger i kommunen Teuchitlán och delstaten Jalisco, i den centrala delen av landet, 500 km väster om huvudstaden Mexico City. Teuchitlán ligger 1 269 meter över havet och antalet invånare är 3 756.
Terrängen runt Teuchitlán är varierad. Runt Teuchitlán är det ganska tätbefolkat, med 129 invånare per kvadratkilometer. Närmaste större samhälle är Ahualulco de Mercado, 13,2 km väster om Teuchitlán. Omgivningarna runt Teuchitlán är en mosaik av jordbruksmark och naturlig växtlighet.